# Френк Роулетт
Френк Роулетт (англ. Frank Byron Rowlett, 1908—1998) — американський криптограф.

## Біографія
Народився в Роуз Хілл, Вірджинія закінчив коледж в Еморі, Вірджинія. У 1929 здобув ступінь бакалавра з математики та хімії. 1 квітня 1930 «батько американської криптографії» Вольф Фрідман, формуючи підрозділ американської служби радіотехнічної розвідки, прийняв на службу Френка Роуллета як першого співробітника — молодшого криптоаналітика. Незабаром після цього на аналогічні посади були прийняті Абрахам Сінков й Соломон Кульбак.
У 1930-і Роулетт і його колеги розробили коди й шифри для використання в армії США, а також зламали ряд іноземних кодів, зокрема в середині 1930-х зламали японський дипломатичний шифр (так званий «Червоний код»). У 1939—1940 під керівництвом Роулетта був зламаний ще більш складний шифр, відомий як PURPLE.
Під час Другої світової війни Роулетт відіграв важливу роль у захисті американських каналів зв'язку, й зробив великий внесок у розробку шифрувальної машини Sigaba, завдяки якій були врятовані життя багатьох американських військових. (У 1964 році Конгрес США виплатив Роулетті $ 100 000 як часткову компенсацію за його секретні винаходи).
Роулетт проявив себе не тільки як талановитий криптограф, але і як грамотний керівник, та зробив успішну кар'єру. У 1943—1945 роках він був начальником Головного криптоаналітичного бюро, а в 1945—1947 — начальником підрозділу розвідки. З 1949 по 1952 рік він був технічним директором в Оперативному Директораті «Агентства безпеки збройних сил» (AFSA) — попередника Агентства національної безпеки (АНБ).
У 1952 році Роулетт перейшов на роботу в Центральне розвідувальне управління і працював там до 1958 року, після чого повернувся в АНБ як спеціальний помічник директора. У 1965 році очолив Національний інститут криптографії, і в цьому ж році президент Ліндон Джонсон удостоїв його нагороди «Медаль національної безпеки» за злом японського шифру PURPLE. Вийшов на пенсію в 1966 році.
За заслуги в галузі захисту інформації американська організація англ. Information Systems Security Organization заснувала нагороду імені Роулетта — Frank Byron Rowlett Award.
Помер в 1998 році в віці 90 років. Його ім'я було увічнено в Залі слави військової розвідки США і Залі Слави Агентства національної безпеки.

## Публікації
- Frank B. Rowlett, The Story of Magic: Memoirs of an American Cryptologic Pioneer, with Foreword and Epilogue by David Kahn, Laguna Hills, CA, Aegean Press, 1999.